# Manau Sembilan II
Manau Sembilan II is een bestuurslaag in het regentschap Kaur van de provincie Bengkulu, Indonesië. Manau Sembilan II telt 810 inwoners (volkstelling 2010).